# Tarare
Tarare är en kommun i departementet Rhône i regionen Auvergne-Rhône-Alpes i östra Frankrike. Kommunen ligger i kantonen Tarare som tillhör arrondissementet Villefranche-sur-Saône. År 2022 hade Tarare 10 881 invånare.

## Befolkningsutveckling
Antalet invånare i kommunen Tarare
| Referens: INSEE |